# Метрелептин
Метрелептин — синтетический адипокин лептин, применяемый для 
лечения липодистрофии. Получил статус орфанного препарата и одобрен FDA в 2014 г.

## Механизм действия
Активирует рецептор лептина.

## Показания
Дефицит лептина у пациентов с врождённой или приобретённой генерализованной липодистрофией.